# Vozka smrti
Snímek Vozka smrti je němý film z roku 1921, jeden z nejproslulejších filmů režiséra Victora Sjöströma.
Je proslulý nejen svým celosvětovým úspěchem v době svého uvedení a potvrzením úspěchu známého režiséra, scenáristy a herce Victora Sjöströma i slávy němého filmu, ale zároveň lze dobře vystopovat i umělecký vliv, jímž zapůsobil na mnoho vynikajících režisérů a producentů – inspiroval např. i Ingmara Bergmana (Sedmá pečeť).
Nejznámějším prvkem filmu je bezpochyby ztvárnění duchovního světa jako mučivé prázdnoty mezi nebem a zemí. Scéna – v níž se protagonista – tyran a alkoholik David Holm (Victor Sjöström) – probouzí za zvuků půlnočních zvonů o silvestrovské noci, aby s vědomím, že je odsouzen do pekla, spatřil svou vlastní mrtvolu, patří k nejsilnějším scénám v dějinách kinematografie.

## Technické provedení filmu
Film je snímán v jednoduchých, ale časově náročných a pečlivě aranžovaných dvojexpozicích, s jejichž pomocí se tvůrci, jeho kameramanovi a vedoucímu laboratoře podařilo vytvořit trojrozměrnou iluzi přízračného světa, která překonává vše, co bylo předtím možné ve filmu spatřit. Pravděpodobně ještě důležitější je složitý, ale snadno přístupný příběh, který je vyprávěn v retrospektivě – a dokonce i v retrospektivě retrospektivy, jež povznášejí hrubozrnnou historku o lidské bídě a ponížení k poetické dokonalosti.